# Hymenia spilotalis
Hymenia spilotalis là một loài bướm đêm trong họ Crambidae.